# Dominik Roels
Dominik Roels (Keulen, 21 januari 1987) is een voormalig Duits wielrenner.

## Overwinningen
2005
- Duits kampioen puntenkoers, Junioren
- Duits kampioen op de weg, Junioren
- 3e etappe Omloop van Lotharingen, Junioren
- 2e etappe, deel B Münsterland Tour, Junioren
- 3e etappe Münsterland Tour, Junioren
- Eindklassement Münsterland Tour, Junioren

2006
- Duits kampioen op de weg, Beloften
- 1e etappe Ronde van Tenerife

2009
- Cologne Classic

## Resultaten in voornaamste wedstrijden
| Jaar | Ronde van Italië | Ronde van Frankrijk | Ronde van Spanje |
| ---- | ---------------- | ------------------- | ---------------- |
| 2009 |                  |                     | 83e              |
| 2010 | opgave           |                     | 117e             |

| Jaar | Amstel Gold Race |  | Wereldranglijsten |
| ---- | ---------------- |  | ----------------- |
| 2009 |                  |  | 215e (UWK)        |
| 2010 | 112e             |  |                   |